# Iris oratorius
Iris oratorius là một loài Bọ ngựa trong họ Bọ ngựa. Loài này được Linnaeus miêu tả năm 1758. Đây là loài bản địa của México.